# Хайнрих II фон Изенбург
Хайнрих II фон Изенбург (на немски: Heinrich II von Isenburg; * ок. 1200; † сл. 29 септември 1278) е господар на Изенбург.

## Произход и управление
Той е най-възрастният син на Хайнрих I фон Изенбург (1160 – 1227) и съпругата му Ирмгард фон Бюдинген († сл. 1220), или Ирмгард фон Бюдинген-Мьорле († сл. 1220), дъщеря на граф Зигфрид II фон Мьорле-Клееберг и Еуфемия фон Щаден.
След смъртта на баща му през 1227 г. Хайнрих II управлява Изенбург заедно с брат си Герлах I. На 22 май 1258 г. наследството на фамилията Изенбург се разделя. Герлах получава владетелството над Лимбург, Хайнрих II получава графството Изенбург.

## Фамилия
Хайнрих II се жени пр. 1246 г. за Мехтилд фон Хохщаден († сл. 1264), дъщеря на граф Лотар I фон Аре-Хохщаден и съпругата му Мехтилд фон Вианден. Те имат децата:
- Герлах I фон Изенбург-Аренфелс († сл. 1303), женен 1252 г. за Елизабет фон Клеве († 1283)
- Юта фон Изенбург († сл. 23 април 1314), омъжена 1258 г. за граф Готфрид I фон Спонхайм-Сайн († ок. 1282/1284)
- Лудвиг фон Изенбург-Клееберг († сл. 1290), женен за Хайлвиг фон Тюбинген-Гисен († сл. 1294)
- Еберхард († 1292), женен сл. 1278 г. за Изабела фон Хайнсберг († сл. 1287)
- Бертелина фон Изенбург († сл. 1227)
- Елиза фон Изенбург († сл. 1276), омъжена пр. 1264 г. за Дитер фон Молсберг († сл. 1276)
- Хайнрих († 28 септемеври 1291), приор на Св. Куниберт в Кьолн (1263)
- Конрад фон Изенбург († сл. 1296), 1286 в свещен орден в Мюнерщат